# Język biksi-yetfa
Język biksi-yetfa (a. yetfa-biksi), także inisine – niesklasyfikowany język papuaski używany w indonezyjskiej prowincji Papua, w dystrykcie Okbibab (kabupaten Pegunungan Bintang), oraz na przygranicznych obszarach Papui-Nowej Gwinei. Posługuje się nim 1400 osób.
Yetfa i Biksi to nazwy grup etnicznych, które posługują się tym językiem (w literaturze jest toteż określany jako yetfa lub biksi, a. biaksi). Służy jako lokalny język handlowy. W 2006 r. odnotowano, że wciąż jest przyswajany przez dzieci.
Pierwsze wzmianki nt. języków „yetfa” i „biksi” pochodzą z 1972 i 1991; od pocz. XXI w. są klasyfikowane jako jeden język. Dokumentacja ogranicza się do pewnych danych gramatycznych i list słownictwa. Jego przynależność lingwistyczna nie została dobrze ustalona. Początkowo został zaliczony do języków sepickich. Foley (2018) i Hammarström (2018) klasyfikują go jako izolat. Timothy Usher umieszcza yetfa w obrębie rodziny języków pauwasi, łącząc go z językami kimki, lepki, kembra i murkim.